# Carrer d'Ataülf
El carrer d'Ataülf de Barcelona rep el seu nom del rei visigot Ataülf (mort a Barcelona el 415), qui va assolir el comandament de molt jove i va convertir Barcelona en cort i capital dels seus estats.

## Història
A l'edat mitjana, aquest carrer s'acabava abans d'on ara travessa el d'en Gignàs; la continuació del carrer (curta i amb un fort pendent fins a la platja) s'anomenava baixada dels Lleons, la qual desembocava on hi havia la segona drassana que es va construir a Barcelona (encara que no se sap exactament la data en què es va construir, sí que se sap que durant la Conquesta de Mallorca i de València per part de Jaume I, el 1243, ja figura documentada una segona drassana situada cap a ponent).
Aquest carrer, juntament amb els que l'envolten, Comtessa de Sobradiel, Templers i Palau, fou obert a partir de l'any 1857 sobre el solar on hi hagué el Palau Reial Menor.
Amb el canvi dels temps i l'obertura de l'Eixample, la burgesia va marxar, molts edificis van quedar abandonats i d'altres canviaren d'ús. Molts d'ells es convertiren en pensions barates, albergs, cases d'habitacions compartides, escoles i parvularis. Darrerament, sembla que l'activitat del barri ha tornat a canviar i a les plantes baixes podem veure molts comerços de moda i locals de restauració.

## Número 21
Casa cantonera que correspon al número 5 del carrer d'en Gignàs.

## Capella del Palau
És l'únic edifici que quedà dempeus després d'enderrocar el Palau Reial Menor. Avui en dia hi ha una residència de jesuïtes per donar el servei a la capella oberta al culte. Per aquest motiu és coneguda com a capella del Palau.
La façana és una modificació historicista d'Elies Rogent de l'any 1868, qui va aprofitar alguns elements originals de la primitiva capella romànica, com l'adovellat de la porta, on destaquen les mènsules esculpides. També va conservar una finestra coronella del segle xiv.
La capella és de nau única amb capelles laterals i està coberta amb voltes de creueria sobre arcs diafragmàtics, que divideixen la nau en tres trams.

## Dels templers al Palau Reial Menor
Tots els carrers actuals (des d'ací fins al carrer d'en Gignàs) foren oberts a partir del 1857 sobre el gran solar que ocupava el Palau Reial Menor. Constituí una de les operacions especulatives més grans de l'època, ja que es va fer només amb criteris lucratius.
L'edifici és originari del segle xiii i va ser la casa capitular dels templers. Quan el 22 de març del 1312 l'orde fou definitivament dissolt per ordre del papa Climent V -posteriorment, fins i tot, va ésser perseguit- a causa del gran poder i riqueses acumulats al llarg del temps, l'edifici passà a ser propietat dels seus successors: els Cavallers de Sant Joan de Jerusalem, fins a l'any 1328, en què l'adquirí el bisbat de Vic.
L'any 1370, el rei Pere el Cerimoniós comprà el palau per convertir-lo en la residència de la seua esposa (la reina Elionor) per desig exprés d'ella mateixa, raó per la qual, mentre hi va viure, se l'anomenava Palau de la Reina.
Constava de dues parts: a l'interior de la muralla romana hi havia un pati i la capella (que encara existeix), mentre que a l'exterior quedaven altres dependències i el famós jardí.
Sota les torres del palau, cap a l'actual carrer d'Avinyó, estava situat l'Hort de la Reina, un extraordinari jardí del segle xiv, un dels primers jardins botànics i parcs zoològics del món. Hi havia plantes i flors de tot el món conegut pels occidentals a l'època, i arbres de tota mena (tarongers, llimoners, poncemers, xiprers, parres, rosers, gessamins i lliris), a més dels famosos lleons que hi havia des de l'època del rei Alfons III, lleopards, cérvols, rinoceronts, etc., que hi portaren al tombant del segle xiv i xiv els reis Joan I i Martí I.

## Curiositats
Cada primer dissabte de mes, hi té lloc una jornada de pintura a l'aire lliure. La participació és oberta, tan sols cal portar els materials de pintura i cavallets. Amb aquesta activitat es vol incentivar l'acció creativa d'artistes, alumnes i veïns dins d'un ambient de cooperació i entusiasme per l'art.